# Año mundial de la física 2005

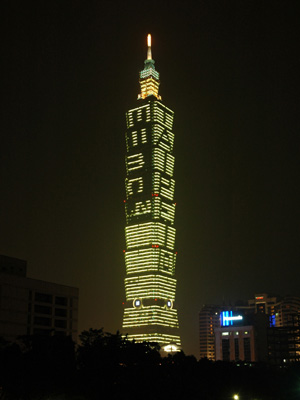
La célebre ecuación E = m·c^{2} en el edificio Taipei 101 en Taipéi, Taiwán.

El año 2005 fue declarado Año mundial de la física por numerosas organizaciones de física de todo el mundo, y por la IUPAP y la Unesco. El motivo fue la conmemoración del centenario del Annus Mirabilis de 1905, en el que Albert Einstein redactó tres importantes artículos científicos: 1.- movimiento browniano, 2.- efecto fotoeléctrico y 3.- teoría de la relatividad especial.